# John Magwood
John „Jack” Magwood (Kanada, Ontario, Arthur, 1896. március 23. – ?) kanadai születésű, brit válogatott jégkorongozó.
1928-tól játszott a brit jégkorongbajnokságban, majd az angol jégkorongbajnokságban, a London Lionsben. Az 1931-es jégkorong-világbajnokságon ő volt a brit válogatott csapatkapitánya. Négy mérkőzésen 5 gólt lőtt. A britek a 8. helyen végeztek. 1933-ig játszott az angol ligában.